# Aperschnalzen
Das Aperschnalzen (süddeutsch: aper ‚schneefrei‘) bezeichnet einen bayerisch-salzburgischen Brauch und ist eine Form des Goaßlschnalzens, die in der Weihnachts- und Faschingszeit gepflegt wird. Es handelt sich um ein rhythmisches Schnalzen und Knallen mit einer Peitsche, der Goaßl, in kleinen Gruppen, den Passen.
Das Aperschnalzen im historischen Rupertiwinkel wurde 2013 von der UNESCO als Immaterielles Kulturerbe anerkannt.

## Technik des Aperschnalzens

### Goaßl
Die Peitsche für das Aperschnalzen wird „Goaßl“ genannt, mit beiden Händen geführt und ist kurzstielig. Der Handgriff ist rund, aus Holz gefertigt, der Durchmesser ist ca. 3 cm und die Länge etwa 50 cm. Die Peitschenschnur ist ein aus mehreren Hanfschnüren gedrehtes Hanfseil mit einer Länge bis zu 4 m, dessen Durchmesser sich von ca. 4 cm beim Holzstiel zum Ende hin verjüngt und an dessen Ende die Treibschnur, Bast genannt (wurde früher aus Bast gedreht) oder auch Poschn (‚Klatschen‘, vergleiche Paschen in der Musik) genannt, befestigt ist. Das Hanfseil ist am oberen Ende des Holzstiels in einer Nut so angebracht, dass es sich um diesen drehen kann. Der Bast wird aus Kunststoffschnüren gefertigt.
Der schnalzende Knall entsteht durch das Schwingen der Goaßl und dem gekonnten Herbeiführen einer plötzlichen Richtungsänderung der Treibschnur am Ende der Goaßl. Der laute Knall der Goaßln soll symbolisch den Winter vertreiben und die Frühlingsgeister wecken. Es gibt Gegenden, in denen mit den Goaßln der Knall am Boden erzeugt wird, um so die Fruchtbarkeitsgeister wachzurufen.

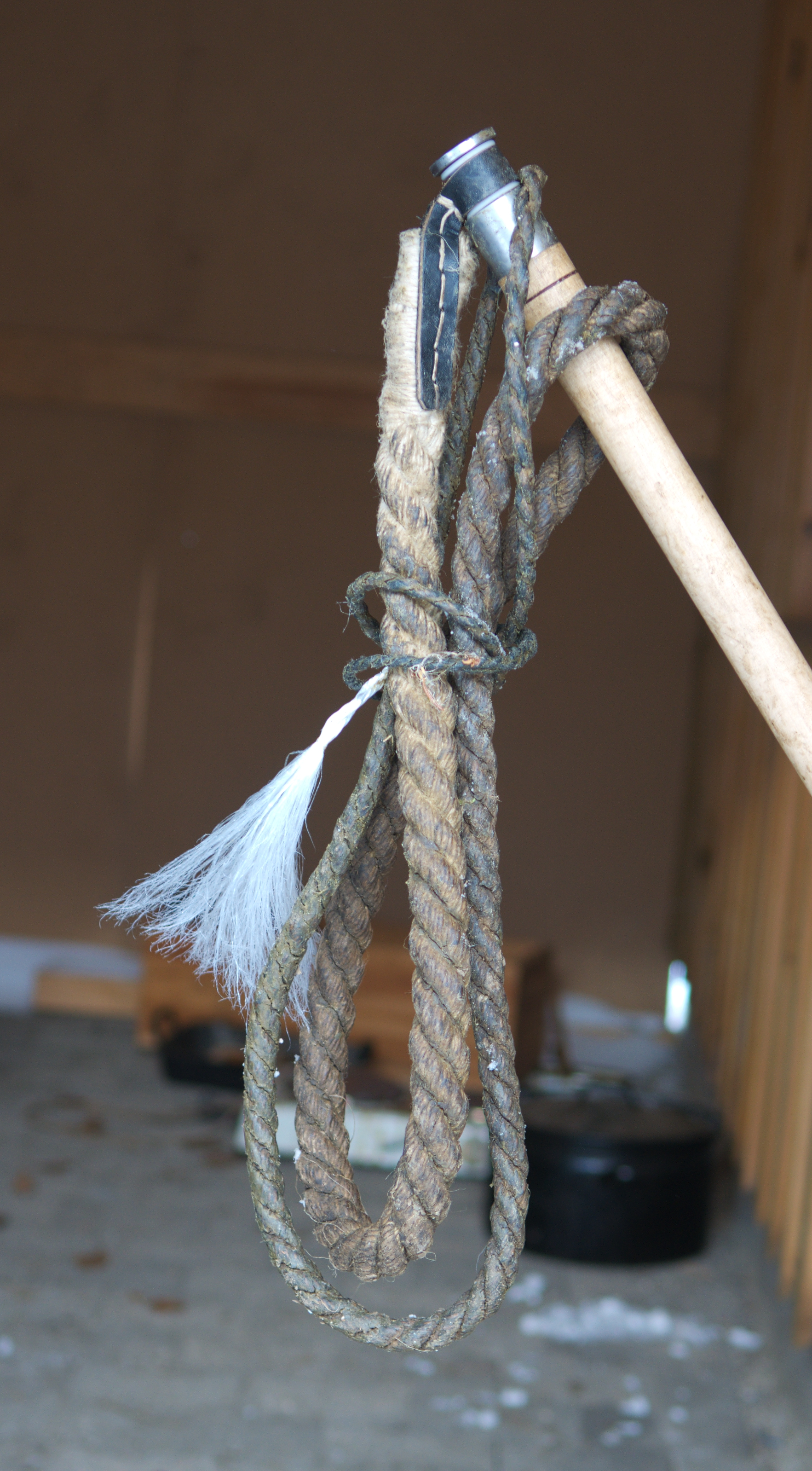
Goaßl
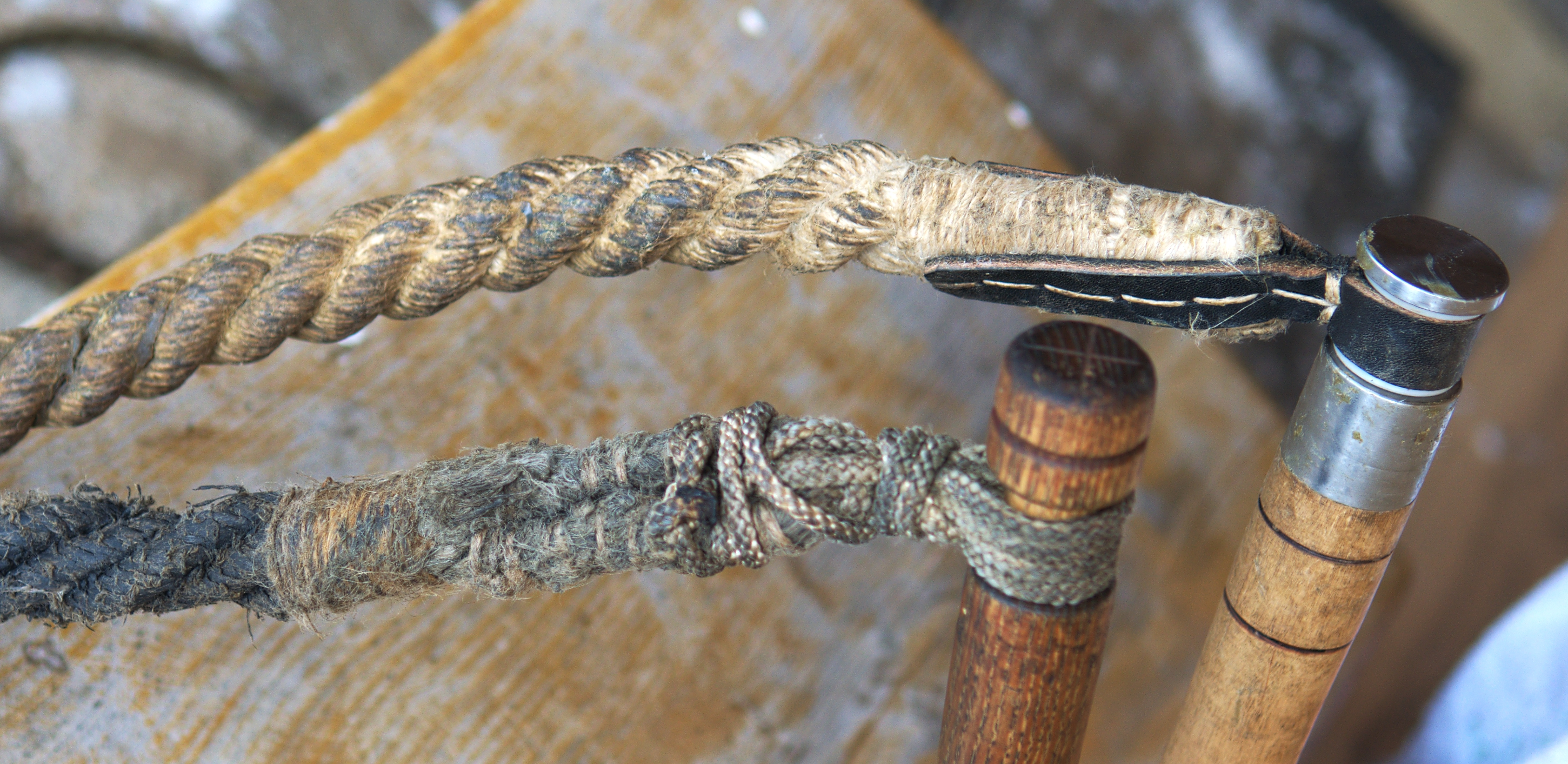
Goaßl Detail
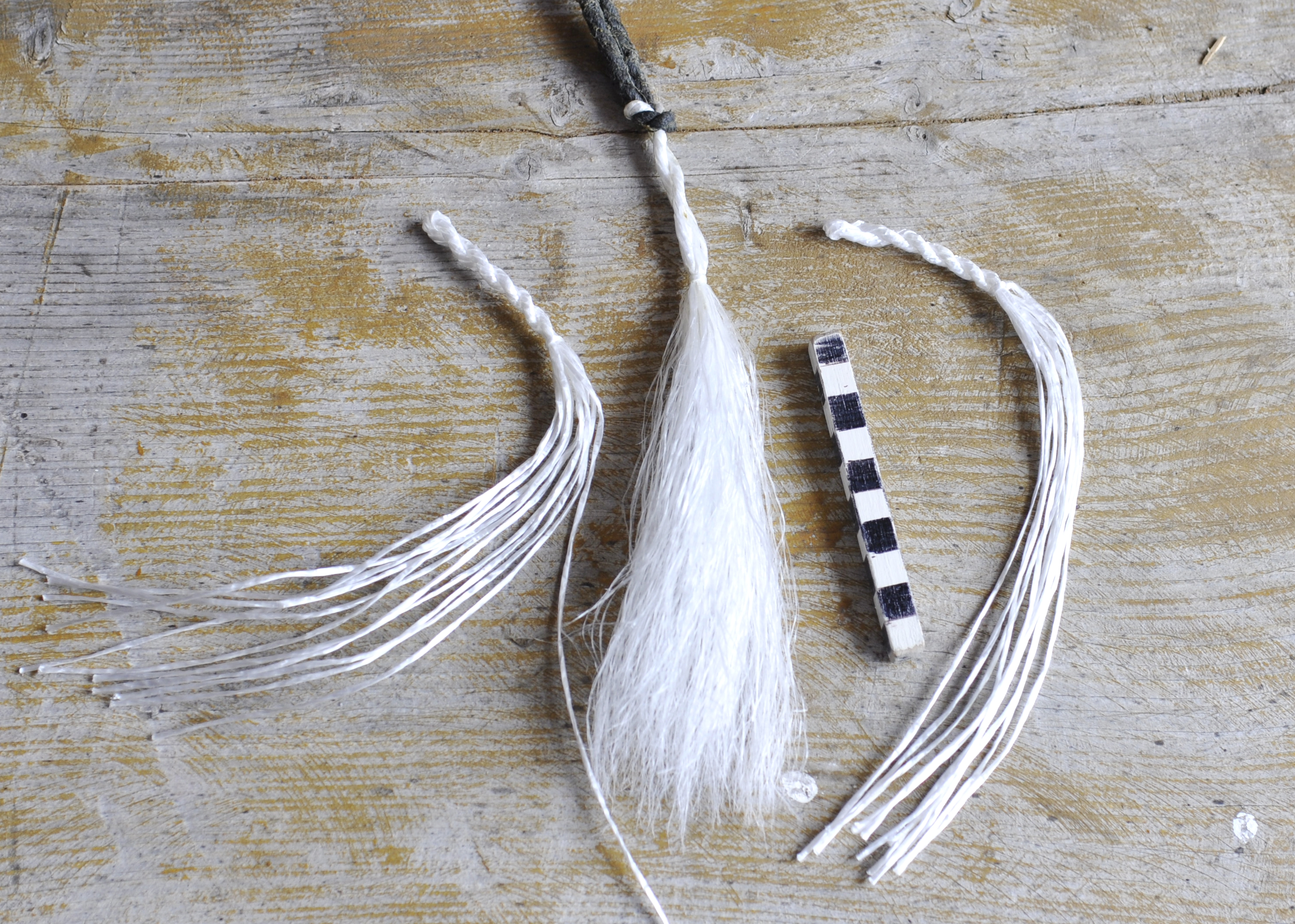
Goaßl Bast

### Passen
Die Pass besteht aus je 7 oder 9 Personen (immer eine ungerade Zahl). Die besondere Kunst des Aperschnalzens besteht darin, dass nicht nur jeder einzelne einen guten Schlag hat, sondern insbesondere die ganze Gruppe, in rhythmischer Abfolge oder auch „auf Schlag“ gemeinsam. Die Choreographien der Knallmuster ähneln denen beim Prangerschießen (Böllern).
Die Passen schnalzen immer zwei Durchgänge. Meist ist der kleinste Mann jeder Passe der „Aufdreher“. Er leitet das Schnalzen ein mit einem Ruf wie: „aufdrahd, oani, zwoa, drei, dahin geht's“. Daraufhin schnalzen nacheinander alle neun Mann. Als letzter wird der kräftigste Bursche zum Draufschnalzen eingeteilt. Pro Durchgang schnalzt jeder Mann neun- oder elfmal.

## Geschichte und Veranstaltungen
Das Aperschnalzen wird traditionell vom Stephanitag (26. Dezember) bis zum Faschingsdienstag betrieben und findet heute üblicherweise öffentlich Ende Januar/Anfang Februar statt. Der früheste Beleg zum „Apachschnalzen“ stammt nicht aus dem Rupertigau, wo er heute geographisch fast ausschließlich ausgeübt wird, sondern aus dem Lungau. Nach Lorenz Hübner (1796) beginnen die Senner im Frühjahr mit dem Aperschnalzen, sobald die Tiere auf die Weiden in die höheren Lagen getrieben werden. In einem Zeitungsbericht vom 28. Jänner 1818 über den Winter im Salzburgischen Lungau heißt es, dass mit dem Aperschnalzen der Almauftrieb beginnt: „Rüstige Bursche, mit 4 bis 5 Klafter langen Peitschen versehen, welche mit beyden Händen über den Kopf vielmahl im Kreise geschwungen und dann zum Knalle mit voller Kraft losgeschlagen werden, geben Menschen und Thieren das Signal zu der nahem Alpenfahrt. Es wird aper, oder apa, sagt der Älpler, wenn das Thauwetter des Frühlings beginnt.“
Im Jahre 1884 berichtet August Prinzinger bereits vom Aperschnalzen in den Dörfern Maxglan, Liefering und Siezenheim, also im Flachgau. Ausgeübt wird der Brauch auch heutzutage nur im bayerischen Rupertiwinkel und im angrenzenden Salzburger Flachgau, dabei meist in Form von Wettkampfveranstaltungen mit großer Beteiligung. Da diese Zeit in den Fasching fällt, wird dieses Brauchtum oft auch als Faschingschnalzen bezeichnet.
Das erste Preisschnalzen wurde 1936 in Maxglan in Salzburg durchgeführt. Die größte Veranstaltung ist seit 1954 das Rupertigau-Preisschnalzen, an dem mittlerweile jährlich weit über 100 Passen (in den Klassen Jugend und Allgemeine) teilnehmen. Es wird traditionell jedes dritte Jahr in einem Ort auf der salzburgischen, ansonsten auf der bayerischen Seite ausgetragen. So waren beim Rupertigau-Schnalzen 2012 in Teisendorf 68 Jugendpassen und 124 Allgemeine mit mehr als 1800 Beteiligten vertreten.
Der bayerische Ort Saaldorf ist der Sitz der bayerisch-salzburgischen Schnalzervereinigung Rupertiwinkel, die 1957 hier gegründet wurde und Schnalz-Veranstaltungen  durchführt. Deshalb findet das große Preisschnalzen seit 1954 regelmäßig alle zehn Jahre in Saaldorf statt. Die Schnalzervereinigung Rupertiwinkel vertritt die Interessen der Aperschnalzer und erkennt nur Schnalzergruppen mit Sitz im Rupertiwinkel an: so etwa in Laufen, Saaldorf, Surheim, Tittmoning, Teisendorf und Waging im bayerischen Teil des Rupertiwinkels; in der Stadt Salzburg in Liefering und Maxglan, sowie im Flachgau in Anthering, Bergheim, Gois, Loig, Muntigl, Siezenheim, Steindorf, Viehhausen und Wals.
In vielen Gemeinden finden vor dem großen Preisschnalzen einzelne kleine Preisschnalzen statt, bei dem die Gemeindemeister ermittelt werden.
Im  März 2013 nahm die Österreichische UNESCO-Kommission diese Kultur als Aperschnalzen im historischen Rupertiwinkel in das Verzeichnis des nationalen immateriellen Kulturerbes in Österreich auf, in der Sparte Gesellschaftliche Praktiken, Rituale und Feste. Zweck dieser Ausweisung ist ein verbindlicher Schutz als lebendige Kulturtradition.